# さいたま市立大砂土小学校
さいたま市立大砂土小学校（さいたましりつ おおさとしょうがっこう）は、さいたま市北区にある公立小学校。

## 沿革
- 1873年（明治6年） - 江戸時代から続く寺子屋を統合して本郷学校として発足
- 1874年（明治7年） - 土呂浄職院の跡に移転、土呂小学校と改称
- 1884年（明治17年） - 大宮学校土呂分教場と改称
- 1890年（明治23年） - 土呂尋常小学校と改称
- 1892年（明治25年） - 大砂土村土呂897に校舎新築
- 1893年（明治26年） - 組合立大砂土高等小学校が併設開校、大砂土尋常小学校と改称
- 1908年（明治41年） - 大砂土高等小学校が廃校となり、高等科を併置して大砂土尋常高等小学校となる
- 1941年（昭和16年） - 大宮市大砂土国民学校と改称
- 1947年（昭和22年） - 大宮市立大砂土小学校と改称
- 1954年（昭和29年） - 現在地に移転
- 1973年（昭和48年） - 開校百周年記念式典
- 1980年（昭和55年） - 大宮市立泰平小学校分離
- 2001年（平成13年） - 浦和市、与野市との合併により現校名となる。

## 施設
- 北校舎（3階建て）
- 南校舎（3階建て）
- 東校舎（4階建て）
- 体育館
- 給食室
- 光の池（開校120周年記念事業）
- あいさつの道（開校130周年記念事業）
- 笑顔の広場(開校140周年記念事業）
- 亀の砂場

## アクセス
- JR宇都宮線（東北本線）「土呂駅」下車、西口から徒歩10分
- ニューシャトル加茂宮駅下車、徒歩15分

## 著名な出身者
- 小川将俊（元プロ野球選手）
- 斎藤翔太（サッカー選手）
- 佐藤優（作家）